# Alemania Federal en la Copa Mundial de Fútbol de 1990
La Selección de fútbol de Alemania Federal fue uno de los 24 equipos participantes de la Copa Mundial de Fútbol de 1990, que se realizó en Italia.
El seleccionado alemán clasificó a la cita de Italia, tras obtener el segundo puesto del Grupo 2 de la eliminatoria de la UEFA, superado por 1 punto por su similar de los Países Bajos, equipo que también clasificó al Mundial, al quedar en el primer lugar.
En la fase de grupos, grupo D, debutó con victoria de 4:1 sobre Yugoslavia, en el segundo partido goleó 5:1 a los Emiratos Árabes Unidos, y en el último partido contra Colombia, los sudamericanos opusieron resistencia empatando 1:1. Los germanos como líderes avanzaron a la segunda fase.
En la segunda fase enfrentaron a rivales de jerarquía, en los octavos de final derrotaron 2:1 a Países Bajos, en cuartos de final vencieron 1:0 a Checoslovaquia, en la semifinal eliminaron a Inglaterra en penales tras emparejar 1:1. Alemania Federal clasificó a su tercer final consecutiva, después de 1982 y 1986, aunque las dos las anteriores las había perdido.
El seleccionado alemán consiguió su tercer título mundial, tras derrotar en la Final de Roma, a la Argentina de Diego Armando Maradona, cobrándose revancha de la final perdida, cuatro años antes en México 1986, un penal marcado en casi al final del partido le dieron con la mínima el campeonato.
Otro logro que cosecharon los alemanes fue que el histórico exfutbolista Franz Beckenbauer quien fuera campeón mundial en 1974, logró ahora el título mundial como entrenador.

## Clasificación

### Grupo 4
| Equipo           | Pts | PJ | PG | PE | PP | GF | GC | Dif |
| ---------------- | --- | -- | -- | -- | -- | -- | -- | --- |
| Países Bajos     | 10  | 6  | 4  | 2  | 0  | 8  | 2  | 6   |
| Alemania Federal | 9   | 6  | 3  | 3  | 0  | 13 | 3  | 10  |
| Finlandia        | 3   | 6  | 1  | 1  | 4  | 4  | 16 | -12 |
| Gales            | 2   | 6  | 0  | 2  | 4  | 4  | 8  | -4  |

| Fecha                   | Lugar    |                  |                             | Resultado |                             |                  |
| ----------------------- | -------- | ---------------- | --------------------------- | --------- | --------------------------- | ---------------- |
| 31 de agosto de 1988    | Helsinki | Finlandia        | Bandera de Finlandia        | 0:4 (0:2) | Bandera de Alemania         | Alemania Federal |
| 19 de octubre de 1988   | Múnich   | Alemania Federal | Bandera de Alemania         | 0:0       | Bandera de los Países Bajos | Países Bajos     |
| 26 de abril de 1989     | Róterdam | Países Bajos     | Bandera de los Países Bajos | 1:1 (0:0) | Bandera de Alemania         | Alemania Federal |
| 31 de mayo de 1989      | Cardiff  | Gales            | Bandera de Gales            | 0:0       | Bandera de Alemania         | Alemania Federal |
| 4 de octubre de 1989    | Dortmund | Alemania Federal | Bandera de Alemania         | 6:1 (1:0) | Bandera de Finlandia        | Finlandia        |
| 15 de noviembre de 1989 | Colonia  | Alemania Federal | Bandera de Alemania         | 2:1 (1:1) | Bandera de Gales            | Gales            |

### Goleadores
| Jugador           | Goles | PJ |
| Rudi Völler       | 4     | 6  |
| ----------------- | ----- | -- |
| Karl-Heinz Riedle | 2     | 3  |
| Lothar Matthäus   | 2     | 4  |
| Andreas Möller    | 2     | 4  |
| Pierre Littbarski | 1     | 3  |
| Jürgen Klinsmann  | 1     | 5  |
| Thomas Häßler     | 1     | 6  |

## Jugadores
| #     | Nombre              | Posición      | Edad | PJ Sel | Goles | Club                |
| ----- | ------------------- | ------------- | ---- | ------ | ----- | ------------------- |
| 1     | Bodo Illgner        | Portero       | 23   | 15     | 0     | 1. FC Koln          |
| 2     | Stefan Reuter       | Defensor      | 23   | 16     | 1     | Bayern Múnich       |
| 3     | Andreas Brehme †    | Defensor      | 30   | 57     | 7     | Inter Milán         |
| 4     | Jürgen Kohler       | Mediocampista | 24   | 27     | 0     | Bayern Múnich       |
| 5     | Klaus Augenthaler   | Defensor      | 32   | 20     | 0     | Bayern Múnich       |
| 6     | Guido Buchwald      | Defensor      | 29   | 32     | 0     | VfB Stuttgart       |
| 7     | Pierre Littbarski   | Mediocampista | 30   | 67     | 17    | 1. FC Koln          |
| 8     | Thomas Häßler       | Mediocampista | 24   | 12     | 1     | 1. FC Koln          |
| 9     | Rudi Völler         | Delantero     | 30   | 63     | 34    | Roma                |
| 10    | Lothar Matthäus     | Mediocampista | 29   | 74     | 10    | Inter Milán         |
| 11    | Frank Mill          | Mediocampista | 31   | 17     | 0     | Borussia Dortmund   |
| 12    | Raimond Aumann      | Portero       | 26   | 3      | 0     | Bayern Múnich       |
| 13    | Karl-Heinz Riedle   | Delantero     | 24   | 6      | 2     | Werder Bremen       |
| 14    | Thomas Berthold     | Defensor      | 25   | 35     | 1     | Roma                |
| 15    | Uwe Bein            | Mediocampista | 29   | 6      | 1     | Eintracht Frankfurt |
| 16    | Paul Steiner        | Defensor      | 33   | 1      | 0     | 1. FC Koln          |
| 17    | Andreas Möller      | Mediocampista | 22   | 10     | 3     | Borussia Dortmund   |
| 18    | Jürgen Klinsmann    | Delantero     | 25   | 18     | 4     | Inter Milán         |
| 19    | Hans Pflügler       | Defensor      | 30   | 10     | 0     | Bayern Múnich       |
| 20    | Olaf Thon           | Mediocampista | 24   | 33     | 3     | Bayern Múnich       |
| 21    | Günter Hermann      | Delantero     | 29   | 2      | 0     | Werder Bremen       |
| 22    | Andreas Köpke       | Portero       | 28   | 1      | 0     | Núremberg           |
| D. T. | Franz Beckenbauer † |               |      |        |       |                     |

## Participación

### Grupo D
| Equipo                 | Pts | PJ | PG | PE | PP | GF | GC | Dif |
| ---------------------- | --- | -- | -- | -- | -- | -- | -- | --- |
| Alemania Federal       | 5   | 3  | 2  | 1  | 0  | 10 | 3  | 7   |
| Yugoslavia             | 4   | 3  | 2  | 0  | 1  | 6  | 5  | 1   |
| Colombia               | 3   | 3  | 1  | 1  | 1  | 3  | 2  | 1   |
| Emiratos Árabes Unidos | 0   | 3  | 0  | 0  | 3  | 2  | 11 | -9  |

| 10 de junio de 1990, 21:00 | Alemania Federal                              | 4:1 (2:0) | Yugoslavia | Stadio Giuseppe Meazza, Milán                               |                                                             |
|                            | Matthäus 28' 64' · Klinsmann 39' · Völler 70' | Reporte   | Jozić 55'  | Asistencia: 74 765 espectadores Árbitro(s): Peter Mikkelsen | Asistencia: 74 765 espectadores Árbitro(s): Peter Mikkelsen |

| 15 de junio de 1990, 21:00 | Alemania Federal                                         | 5:1 (2:0) | Emiratos Árabes Unidos | Stadio Giuseppe Meazza, Milán                             |                                                           |
|                            | Völler 35' 75' · Klinsmann 37' · Matthäus 47' · Bein 58' | Reporte   | Khalid Ismaïl 46'      | Asistencia: 71 169 espectadores Árbitro(s): Alexei Spirin | Asistencia: 71 169 espectadores Árbitro(s): Alexei Spirin |

| 19 de junio de 1990, 17:00                  | Alemania Federal | 1:1 (0:0) | Colombia   | Stadio Giuseppe Meazza, Milán                           |                                                         |
|                                             | Littbarski 88'   | Reporte   | Rincón 90' | Asistencia: 72 510 espectadores Árbitro(s): Alan Snoddy | Asistencia: 72 510 espectadores Árbitro(s): Alan Snoddy |
| Primera Clasificación a Octavos de Colombia |                  |           |            |                                                         |                                                         |

### Octavos de final
| 24 de junio de 1990, 21:00 | Alemania Federal           | 2:1 (0:0) | Países Bajos      | Stadio Giuseppe Meazza, Milán                                   |                                                                 |
|                            | Klinsmann 51' · Brehme 85' | Reporte   | Koeman 89' (pen.) | Asistencia: 74 559 espectadores Árbitro(s): Juan Carlos Loustau | Asistencia: 74 559 espectadores Árbitro(s): Juan Carlos Loustau |

### Cuartos de final
| 1 de julio de 1990, 17:00                                            | Checoslovaquia | 0:1 (0:1) | Alemania Federal    | Stadio Giuseppe Meazza, Milán                           |                                                         |
|                                                                      |                | Reporte   | Matthäus 25' (pen.) | Asistencia: 73 347 espectadores Árbitro(s): Helmut Kohl | Asistencia: 73 347 espectadores Árbitro(s): Helmut Kohl |
| Último partido de Checoslovaquia antes de su desintegración en 1992. |                |           |                     |                                                         |                                                         |

### Semifinales
| 4 de julio de 1990, 20:00 | Alemania Federal                  | 1:1 (0:0, 1:1) (t. s.)(4:3 p.) | Inglaterra                                    | Stadio delle Alpi, Turín                                        |                                                                 |
|                           | Brehme 60'                        | Reporte                        | Lineker 80'                                   | Asistencia: 62 628 espectadores Árbitro(s): José Roberto Wright | Asistencia: 62 628 espectadores Árbitro(s): José Roberto Wright |
|                           |                                   | Tiros desde el punto penal     |                                               |                                                                 |                                                                 |
|                           | Brehme · Matthäus · Riedle · Thon |                                | Lineker · Beardsley · Platt · Pearce · Waddle |                                                                 |                                                                 |

### Final
| 8 de julio de 1990, 20:00 | Argentina | 0:1 (0:0) | Alemania Federal  | Stadio Olimpico di Roma, Roma                               |                                                             |
| |           | Reporte   | Brehme 85' (pen.) | Asistencia: 73 603 espectadores Árbitro(s): Edgardo Codesal | Asistencia: 73 603 espectadores Árbitro(s): Edgardo Codesal |
| Último partido de Alemania Federal, meses después las 2 Alemanias se unificarían para ser solo una Alemania. Por primera vez se repite una final consecutivamente. |           |           |                   |                                                             |                                                             |

| Bandera de Alemania      |
| Campeón Alemania Federal |
| Tercer título            |

## Estadísticas
| Equipo | Equipo           | Pts | PJ | PG | PE | PP | GF | GC | Dif | Rend  |
| ------ | ---------------- | --- | -- | -- | -- | -- | -- | -- | --- | ----- |
| 1      | Alemania Federal | 12  | 7  | 5  | 2  | 0  | 15 | 5  | 10  | 85.7% |
| 2      | Argentina        | 7   | 7  | 2  | 3  | 2  | 5  | 4  | 1   | 50%   |
| 3      | Italia           | 13  | 7  | 6  | 1  | 0  | 10 | 2  | 8   | 92.9% |

### Goleadores y asistencias
| Jugador           | PJ | Goles | Asist. |
| Lothar Matthäus   | 7  | 4     | 0      |
| ----------------- | -- | ----- | ------ |
| Andreas Brehme    | 6  | 3     | 1      |
| Rudi Völler       | 6  | 3     | 1      |
| Jürgen Klinsmann  | 7  | 3     | 1      |
| Uwe Bein          | 4  | 1     | 0      |
| Pierre Littbarski | 6  | 1     | 2      |
| Guido Buchwald    | 3  | 0     | 2      |
| Stefan Reuter     | 7  | 0     | 2      |
| Olaf Thon         | 3  | 0     | 1      |
| Klaus Augenthaler | 7  | 0     | 1      |